# Waterperry
Waterperry – wieś w Anglii, w hrabstwie Oxfordshire, w dystrykcie South Oxfordshire. Leży 12 km na wschód od Oksfordu i 72 km na zachód od Londynu. W 2001 miejscowość liczyła 170 mieszkańców.